# 2 Batalion Balonowy

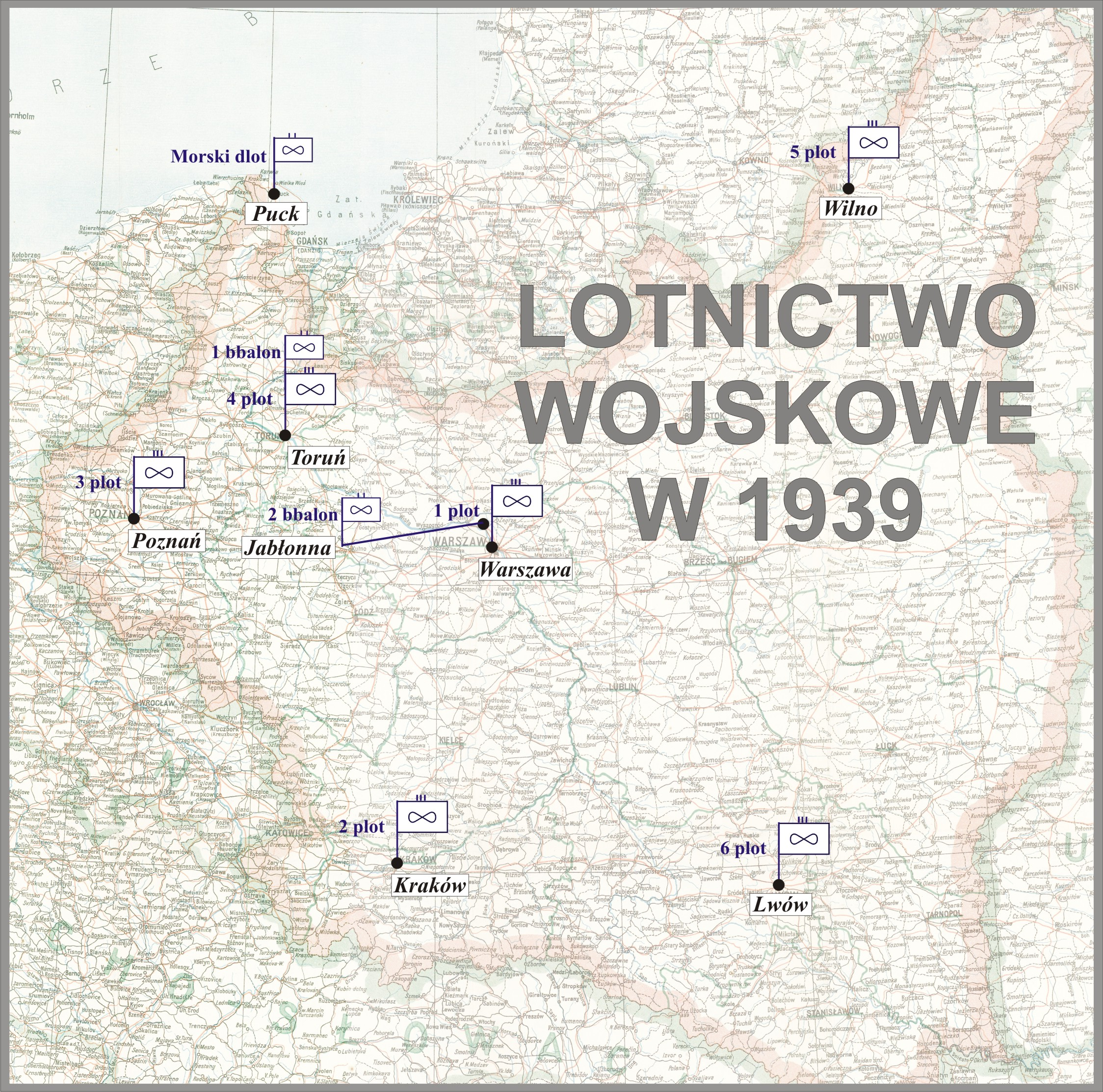
Lotnictwo wojskowe w 1939

2 Batalion Balonowy (2 bbal) – pododdział Wojsk Balonowych II RP w latach 1929-1939.

## Historia
W 1929 nastąpiły zmiany w organizacji lotnictwa wojskowego w tym i wojskach balonowych. W 1929 w Jabłonnie, na bazie wydzielonej kompanii balonów zaporowych z toruńskiego 1 batalionu balonowego sformowany został 2 batalion balonowy. Wiosną tego roku batalion został podporządkowany dowódcy 1 Grupy Aeronautycznej w Warszawie, która w 1936 została przemianowana na 1 Grupę Lotniczą.
Święto batalionu obchodzono 15 września, w rocznicę sformowania jednostki w 1929. 
Batalion nie posiadał sztandaru.
Żołnierze 2 batalionu balonowego brali udział w prestiżowych zawodach o Puchar Gordona Bennetta. Byli nimi: Władysław Pomaski, Franciszek Hynek, Zbigniew Burzyński, Władysław Wysocki, Bronisław Koblański.

## Mobilizacja 1939

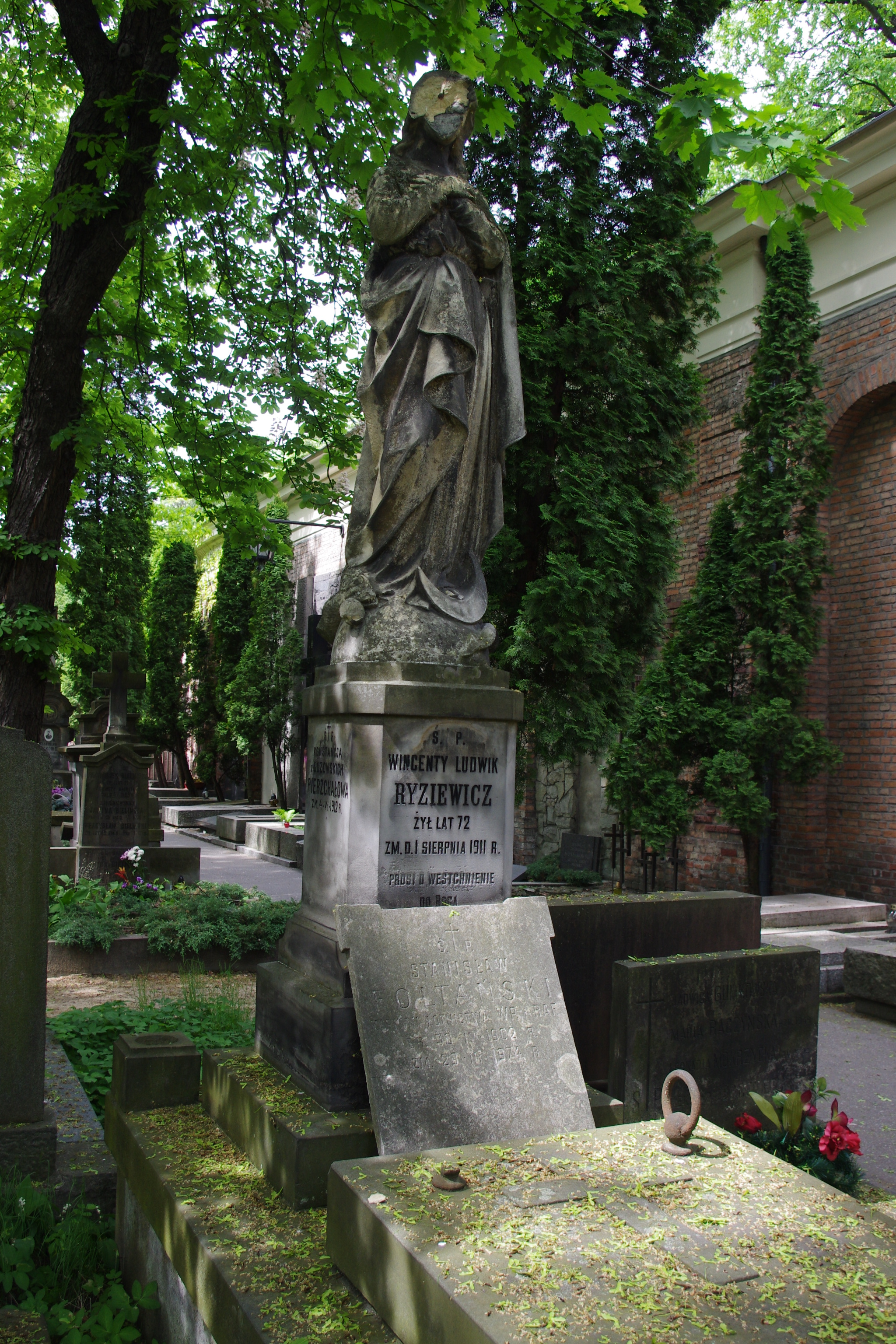
Grób Stanisława Foltańskiego na Starych Powązkach w Warszawie – dowódcy 4 kompanii balonów zaporowych we wrześniu 1939

Podczas mobilizacji batalion zmobilizował następujące kompanie balonowe:
- 6 kompania balonów obserwacyjnych - odwód Naczelnego Dowództwa - dowódca kpt. Zbigniew Józef Burzyński
  - zastępca dowódcy i oficer manewrowy – ppor. Kazimierz Siemaszkiewicz
  - oficer techniczny – ppor. rez. Stanisław Bobrowski
  - obserwator - ppor. Wincenty Jan Juszko
  - obserwator - ppor. Alojzy Murawski
  - obserwator – ppor. rez. inż. Alfred Zawadzki
  - dowódca plutonu obsługi balonu – NN
  - dowódca plutonu OPL i OPGaz – NN
  - dowódca plutonu transportowego – NN
  - dowódca drużyny łączności – plut. rez. Jan Ostaszewski
  - szef kompanii - sierż. Ludwik Nowak, a następnie plut. Mikołaj Wojtiuk
    - podoficer gospodarczy – plut. Mikołaj Wojtiuk
    - w kompanii: kpr. Edward Kardacz i kpr. Kobyliński
- 7 kompania balonów obserwacyjnych - odwód Naczelnego Dowództwa - dowódca kpt. Michał Ptasiński
  - zastępca dowódcy i oficer manewrowy – ppor. Kajetan Kalisz
  - oficer techniczny – ppor. rez. Zygmunt Olechowski
  - obserwator – ppor. Edmund Józef Wegnerowski
  - obserwator – ppor. rez. Czesław Marian Krawiecki
  - obserwator – ppor. rez. dr Stanisław Sekutowicz
  - dowódca plutonu obsługi balonu – NN
  - dowódca plutonu OPL i OPGaz – plut. Julian Lasocki
  - dowódca plutonu transportowego – NN
  - dowódca drużyny łączności – NN
  - szef kompanii – sierż. Otton Misler
    - podoficer sprzętowy – plut. Jan Mierzejewski
- 3 kompania balonów zaporowych – dowódca kpt. Bronisław Wacław Koblański
  - dowódca I plutonu – por. rez. Zygmunt Lasota
  - dowódca II plutonu – ppor. rez. Wacław Stanisław Barański
  - dowódca plutonu parkowego – ppor. rez. Teofil Motyliński
  - dowódca plutonu transportowego – NN
  - szef kompanii – sierż. Józef Bielec
- 4 kompania balonów zaporowych – dowódca por. Stanisław Foltański
  - dowódca I plutonu – por. rez. Józef Antoni Brożek
  - dowódca II plutonu – ppor. rez. Leszek Teofil Wasilewski
  - dowódca plutonu parkowego – ppor. rez. Ryszard Marian Lachman
  - dowódca plutonu transportowego – NN
  - szef kompanii – st. sierż. Bolesław Bukowski
- 5 kompania balonów zaporowych – dowódca ppor. Czesław Antoni Wrzesień
  - dowódca I plutonu – ppor. rez. Jerzy Kazimierz Żuralski
    - zastępca dowódcy I plutonu – plut. Jan Łukaszczyk

  - dowódca II plutonu – ppor. rez. mgr Jan Karol Stefan Hewelke
  - dowódca plutonu parkowego – ppor. rez. Stanisław Jan Depowski
    - zastępca dowódcy plutonu parkowego – plut. Michał Kowalenia

  - dowódca plutonu transportowego – NN
  - szef kompanii – sierż. Stefan Napiątek

Zmobilizowana kompania balonów obserwacyjnych liczyła 6 oficerów obserwatorów balonowych oraz 190 podoficerów i szeregowych. Kompania balonów obserwacyjnych według etatu powinna była posiadać na stanie dwie powłoki balonowe (typu BD), dwie dźwigarki oraz tabor samochodowy.
Kompania balonów zaporowych składała się z: drużyny dowódcy, 2 plutonów balonów zaporowych typu N i NN po 5 tandemów oraz plutonu transportowego i plutonu parkowego.
Plan mobilizacyjny „W" przewidywał zmobilizowanie przez 2 batalion balonowy również: 
- Komendy Bazy Balonowej nr 1 wraz z kwatermistrzostwem,
- Głównej Składnicy Balonowej nr 1,
- Batalionu Szkolnego Bazy Balonowej,
- Parku Bazy Balonowej.

Obsada Bazy Balonowej po mobilizacji:
- Komenda Bazy Balonowej nr 1 – komendant bazy ppłk Julian Sielewicz
  - zastępca komendanta bazy – mjr Kazimierz Wincenty Kraczkiewicz
  - w dyspozycji komendanta bazy:
    - mjr Stanisław Tadeusz Gumiński
    - kpt. Jan Czesław Bronisław Dratwa
    - kpt. Edward Wirszyłło
- Kwatermistrzostwo Bazy Balonowej nr 1 – kwatermistrz mjr Roman Kłoczkowski
  - oficer ewidencyjny – por. Sergiusz Masłakowiec
  - oficer gospodarczy [płatnik] – por. Adam Śmiałkowski
  - dowódca kompanii gospodarczo-wartowniczej – dowódca NN
- batalion szkolny – dowódca mjr Franciszek Hynek
  - dowódca kompanii szkolnej – por. Jerzy Łaszewski
  - dowódca kompanii zapasowej balonów obserwacyjnej – NN
  - dowódca kompanii zapasowej balonów zaporowych – NN
- Park Bazy – komendant kpt. Władysław Pomaski
  - oficer nadzoru technicznego – kpt. Michał Zub
  - kierownik składnicy parku – por. Stefan Sidor
  - oficer parku – ppor. rez. Karol Hülle
  - oficer parku – ppor. rez. inż. Stanisław Połujan
  - kierownik warsztatu mechanicznego – chor. Józef Obtułowicz
  - dowódca plutonu samochodowego – sierż. Ryszard Radoła
  - w bazie:
    - por. Stanisław Kotowski
    - por. rez. Antoni Stanisław Bogucki
    - por. rez. Stanisław Dąbrowski
    - por. rez. Teofil Stanisław Szymczykiewicz
    - ppor. rez. Tadeusz Adam Błoniarz
    - ppor. rez. Cezary Boguski
    - ppor. rez. Rudolf Józef Czerwiński
    - ppor. rez. inż. Eugeniusz Jezierski
    - ppor. rez. inż. Tadeusz Kowalik
    - ppor. rez. Jerzy Roszkowski
    - ppor. rez. Witold Marian Sokołowski

Główna Składnica Balonowa nr 1:
- kierownik składnicy – mjr Konstanty Piotrowicz
  - zastępca kierownika składnicy – kpt. Hubert Kolaszyński

## Żołnierze 2 Batalionu Balonowego
Dowódcy batalionu

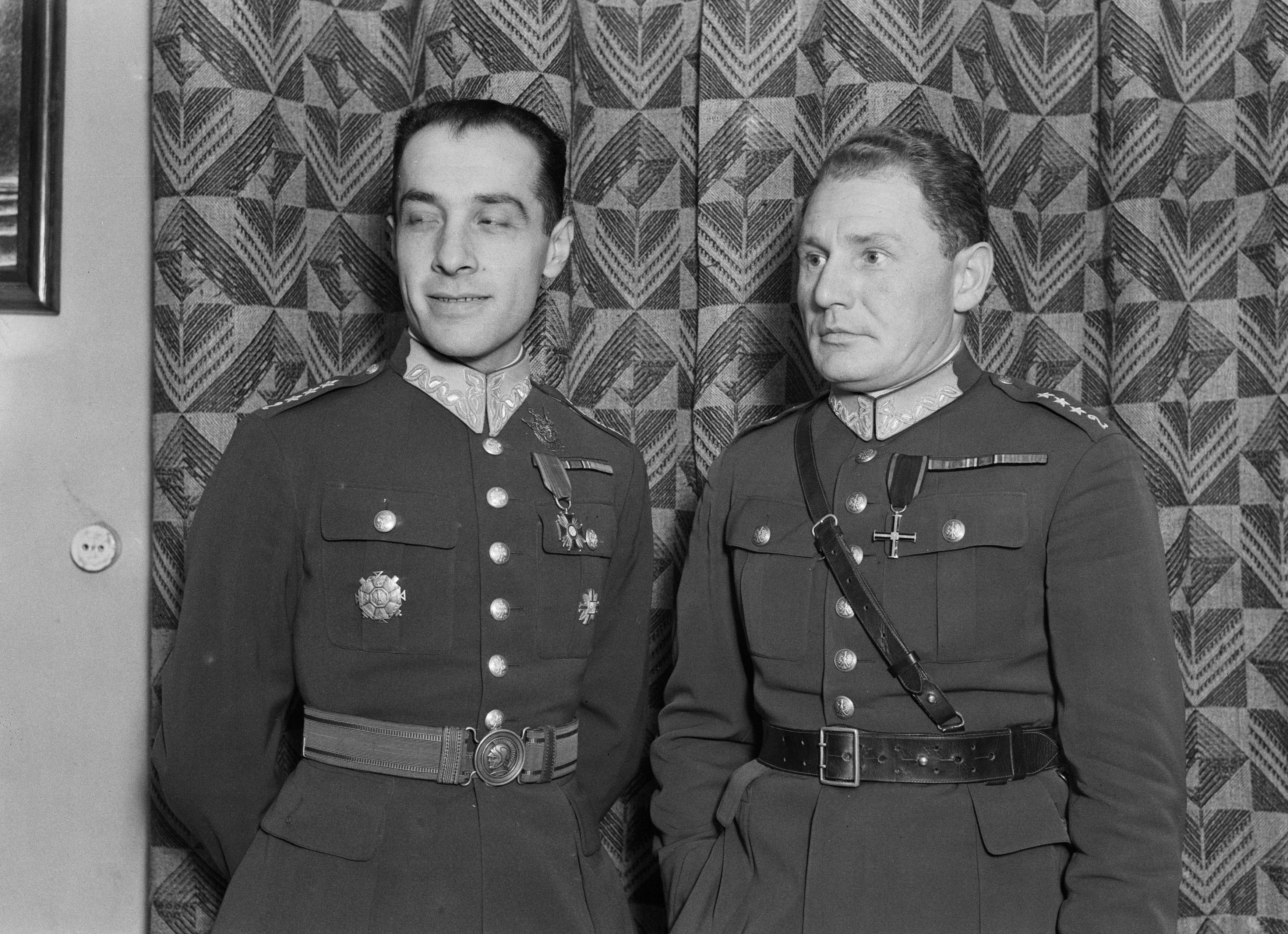
Z lewej Zbigniew Burzyński, po prawej stronie stoi Franciszek Hynek

- ppłk Aleksander Alfons Wilcz-Wilsz (28 V 1929[1] – 1 I 1931[2] → stan spoczynku z dniem 28 II 1931)
- mjr / ppłk obs. bal. Julian Sielewicz (9 II 1931[3] - VIII 1939[4])

Zastępcy dowódcy batalionu
- kpt. / mjr pil. ster. Konstanty Kamieński (VII 1929[5] – VI 1934[6] → dowódca 1 bbal.)
- kpt. / mjr Kazimierz Wincenty Kraczkiewicz (IV 1934[6] – IX 1939)

Oficerowie batalionu
- kpt. pil. Zbigniew Burzyński
- mjr pil. Franciszek Hynek
- por. obs. bal. Władysław Wysocki

## Wyposażenie

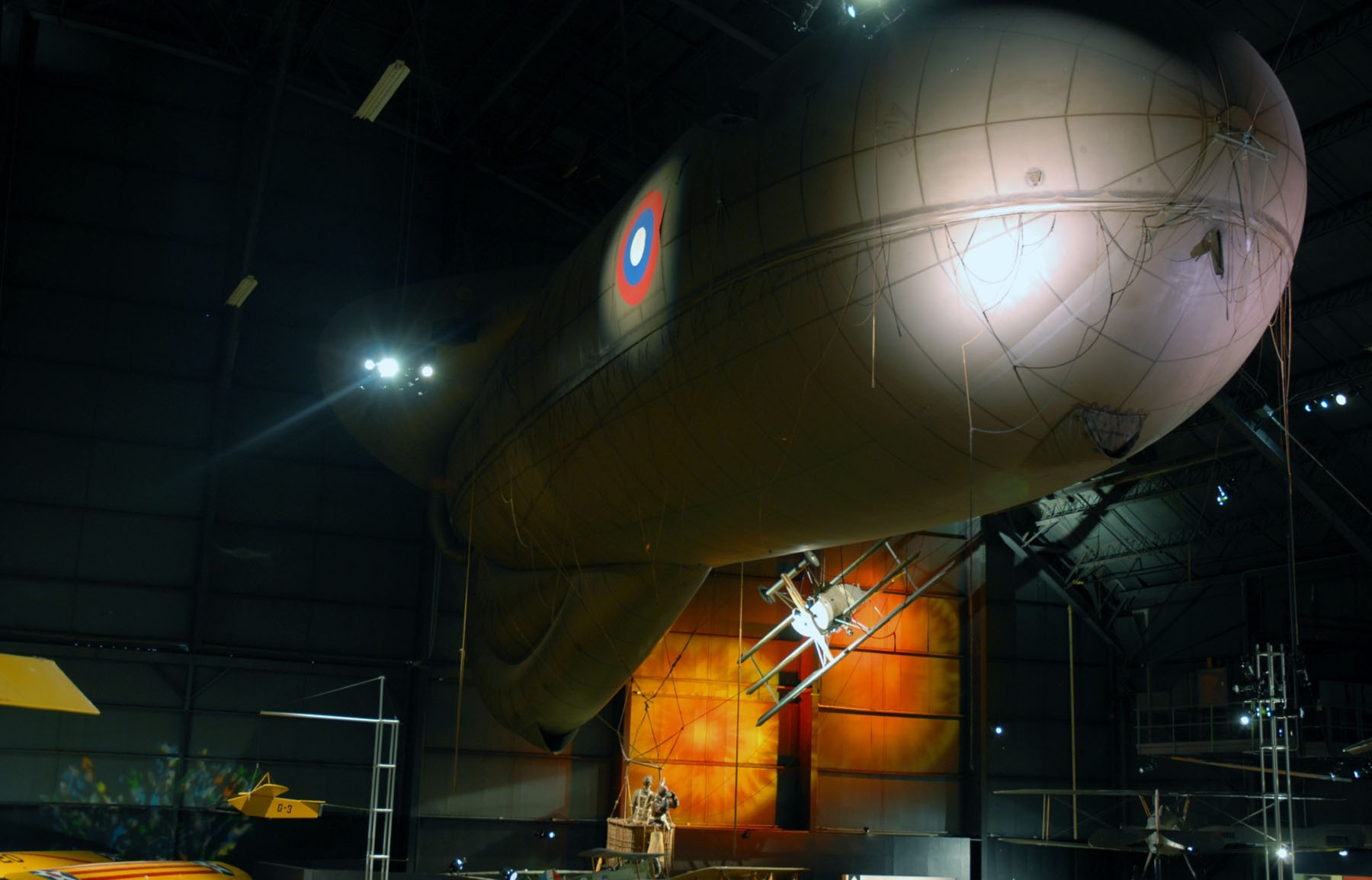
Balon obserwacyjny Caquot R

W 1924 we Francji skonstruowano balon obserwacyjny na uwięzi Caquot BD. Rok później zapadła decyzja o wyposażeniu w balony tego typu polskiej armii. Umowę podpisano 23 kwietnia 1925 roku. Pod koniec lat 20 uruchomiono w Wojskowej Wytwórni Balonów produkcję seryjną, pod oznaczeniem CZB-BD, a później WWB-BD i WBS-BD. Stanowiły one, wraz ze starszymi balonami CZB R-1 i CZB R-2 podstawowy sprzęt 1 Batalionu Balonowego w Toruniu i 2 Batalionu Balonowego w Legionowie.

## Upamiętnienie
- 13 września 2008 na cmentarzu w Jabłonnie została odsłonięta tablica pamiątkowa honorują oficerów i żołnierzy 2 Batalionu Balonowego, ofiar zbrodni katyńskiej[7];
- Od 2018 tradycje 2 bbal kontynuuje Ośrodek Rozpoznania Obrazowego (ORO)[8].